# Eisenhut-Goldeule
Die Eisenhut-Goldeule (Polychrysia moneta) ist ein Schmetterling (Nachtfalter) aus der Familie der Erebidae.

## Merkmale
Die Eisenhut-Goldeule ist ein mittelgroßer Falter mit einer Flügelspannweite von 40 bis 45 Millimetern. Die Vorderflügel sind matt messing- bis goldgelb, gelblich braun gemischt mit markanten dunklen Adern. Die Ring- und die darunter liegende Zapfenmakel sind dick silbern umrandet und haben ungefähr die Form einer „Null“.
Die Hinterflügel sind braungrau. Der Körper der Falter ist pelzig behaart, am Kopf befindet sich ein Haarbüschel.
Das Ei ist kugelig, an der Basis etwas abgeflacht mit leicht gewellten Längsrippen. Es ist zunächst gelblich weiß, kurz vor dem Schlüpfen der Raupen jedoch rötlich gelb mit dunklem Mittelfleck.
Die Raupen erreichen eine Länge von bis zu 35 Millimetern und sind in den ersten Stadien dunkelgrün mit schwarzen Punkten. Erwachsen sind sie hellgrün gefärbt mit weißen Punkten. Die Rückenlinie ist dunkelgrün, die Seitenstreifen weiß.
Die Puppe ist grün mit schwarzem Rücken und verlängerter Rüsselscheide.

## Geographische Verbreitung und Lebensraum
Die südliche Verbreitungsgrenze der Art verläuft von Nordspanien sowie einem isolierten Vorkommen in der Sierra Nevada, über Südfrankreich, den Alpensüdrand bis zum Balkan (Mazedonien, Bulgarien, Rumänien); von dort weiter quer durch die Ukraine bis zum mittleren Ural und bis zum Baikalsee. Weiter finden sich bestätigte Vorkommen in der Türkei, Armenien, Aserbaidschan und dem Nordiran. Im Norden reicht das Verbreitungsgebiet von den Britischen Inseln, mit einem kleinen Vorkommen in Nordirland, über Skandinavien (mit Ausnahme der meisten Küstengebiete und dem nördlichsten Teil), das nördliche Finnland bis jenseits des Polarkreises über Nordrussland bis zum Ural-Gebirge. Die dortigen Vorkommen sind bisher nur ungenügend erforscht, da die Art dort möglicherweise sympatrisch mit der ähnlichen Schwesterart Polychrysia esmeralda lebt. Am Baikal ist das sympatrische Vorkommen der beiden Arten nachgewiesen. Polychrysia esmeralda wird allerdings von einigen Autoren lediglich als Unterart von Polychrysia moneta angesehen.
Die Art kommt bevorzugt in Laubwäldern, Parklandschaften, Gärten, an buschigen Hängen und in felsigen Tälern, vereinzelt bis selten vor. In den Alpen steigt sie bis auf ca. 1.800 Meter.
Die Eisenhut-Goldeule hat ihr Verbreitungsgebiet ab etwa 1870 weit nach Norden ausgedehnt. Die Nordgrenze verlief ursprünglich etwa auf einer Linie von der Normandie über den Südharz bis nach St. Petersburg. 1875 wurde sie dann bereits in Dänemark heimisch, 1880 in den Niederlanden und 1890 auch in England.

## Lebensweise
Die Eisenhut-Goldeule kommt pro Jahr in einer Generation, z. T. auch in einer unvollständigen zweiten Generation vor, die erste von Mitte Mai bis Anfang Juli, die zweite von August bis September, wobei die zweite Generation wahrscheinlich nicht in jedem Jahr auftritt. Die Falter sind nachtaktiv, kommen aber nur selten an künstliche Lichtquellen. Sie lassen sich nicht mit Zuckerwasser ködern. Sie saugen Nektar; beobachtet wurden sie an Schmetterlingsflieder (Buddleja davidi) und Heckenkirschen (Lonicera). Die Raupen ernähren sich von den Blättern verschiedener Eisenhut-Arten,
wie Blauer Eisenhut (Aconitum napellus), Bunter Eisenhut (Aconitum variegatum), Wolfs-Eisenhut (Aconitum lycoctonum) und seltener auch von Ritterspornen (Delphinium), Feldritterspornen (Consolida) und Trollblumen (Trollius).
Die jungen Raupen verspinnen die Blätter an der Pflanzenspitze miteinander, während die Älteren die Blätter von unten her anfressen, so dass diese welk herunterhängen. Dahinter verstecken sie sich tagsüber. Die Raupen die aus den im Frühsommer abgelegten Eiern schlüpfen, entwickeln sich unterschiedlich rasch. Während die meisten klein bleiben und als Jungraupen überwintern, entwickelt sich ein kleinerer Teil, wenn überhaupt, sehr rasch und ergibt die Falter der zweiten Generation. Die Verpuppung erfolgt in einem zunächst weißen, später sich gelb färbenden Kokon, meist direkt an der Nahrungspflanze oder einer benachbarten Pflanze.

## Systematik und Nomenklatur
Die Art wurde von Johann Christian Fabricius im Jahre 1778 unter dem Namen Noctua moneta erstmals beschrieben. Eugen Johann Christoph Esper beschrieb die Art 1787 unter dem Namen Phalaena Noctua argyritis. 1789 wurde sie von Charles Joseph de Villers als Phalaena napelli beschrieben. Letztere zwei Namen sind daher jüngere Synonyme von Polychrysia moneta (Fabricius, 1778). Sie wurde später zur Typusart der Gattung Polychrysia Hübner, 1821 bestimmt. Allerdings wurde diese Gattung nicht von allen Autoren anerkannt, und so ist die Art auch in Kombination mit folgenden Gattungsnamen in der Literatur zu finden; Chrysoptera moneta und Plusia moneta. Die Gattung Polychrysia Hübner, 1821 umfasst derzeit neun Arten, die in den gemäßigten Regionen der nördlichen Halbkugel beheimatet sind.

## Gefährdung
Die Art gilt in Baden-Württemberg, Bayern, Rheinland-Pfalz und Sachsen-Anhalt als gefährdet, in Brandenburg als stark gefährdet, in Sachsen als vom Aussterben bedroht. Dagegen scheinen die Bestände im Saarland weniger gefährdet zu sein. Die Art wird dort lediglich in die Kategorie 5 eingeordnet, d. h. eine Gefährdung ist erst bei weiterer Lebensraumzerstörung zu erwarten.